# Anyang (Korea Południowa)
Anyang (kor. 안양) – miasto w Korei Południowej, w prowincji Gyeonggi. W 2004 liczyło 618 732 mieszkańców.
Z Anyang pochodzi Ki Bo-bae, koreańska łuczniczka, mistrzyni olimpijska i mistrzyni świata.

## Miasta partnerskie
- Japonia: Komaki, Tokorozawa
- Stany Zjednoczone: Hampton, Garden Grove
- Chińska Republika Ludowa: Weifang
- Rosja: Ułan-Ude
- Meksyk: Naucalpan